# NGC 4902
NGC 4902 este o galaxie spirală situată în constelația Fecioara. A fost descoperită în 8 februarie 1785 de către William Herschel. Se află la o distanță de 38,01 de megaparseci de Pământ.